# Lumbricus terrestris

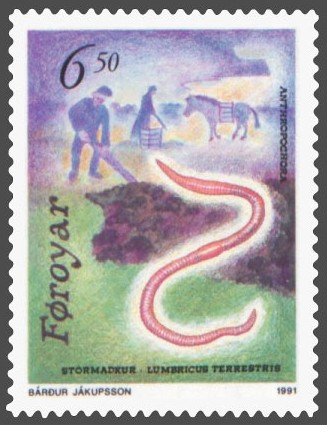
Representação de uma minhoca-da-terra num selo feroês de 1991

Lumbricus terrestris ou Minhoca-da-Terra é uma espécie de anelídeo clitelado lumbrícido grande e avermelhado nativo da Europa, mas agora também amplamente distribuído em outros lugares ao redor do mundo devido à introdução pelos humanos, ela também pode cavar o concreto, o que provoca estragos em barragens e diques.

## Como uma espécie invasora na américa do norte
Lumbricus terrestris é considerado invasivo, no norte central dos Estados Unidos. Não se dá bem em campos cultivados, devido à falta de nutrientes, exposição a pesticidas, e lesões físicas de equipamentos agrícolas. A espécie, no entanto, prospera em linhas de cercas e pequenos bosques e pode levar a reduções de herbácea nativa e rebrota de árvores.